# Akiko Yano
Akiko Yano est une pianiste et chanteuse japonaise, née le 13 février 1955, au style très original entre rock, pop, jazz et musique traditionnelle japonaise. Ayant commencée sa carrière au milieu des années 1970, elle a souvent été comparée à la chanteuse Kate Bush,. Elle a été l'épouse du compositeur Ryūichi Sakamoto.
Elle a enregistré avec de nombreux artistes et groupes de grande renommée, comme Pat Metheny, The Chieftains, Lyle Mays, Ryuichi Sakamoto, Haruomi Hosono, Yukihiro Takahashi, Yellow Magic Orchestra, David Sylvian, Mick Karn, Charlie Haden, Peter Erskine, Swing Out Sister, Mino Cinelu, Bill Frisell, Thomas Dolby, le groupe Quruli et sa propre fille, Miu Sakamoto.

## Carrière musicale

### Débuts
Akiko Yano, est née sous le nom de Akiko Suzuki à Tokyo le 13 février 1955. Elle grandit dans la région japonaise d'Aomori où elle apprend le piano dès l'âge de trois ans. Elle laisse tomber le lycée et déménage à Tokyo à l'âge de 15 ans pour devenir musicienne professionnelle. Elle se retrouve très vite au sein de la sphère des musiciens de jazz et à l'âge de 17 ans trouve un emploi en tant que musicienne de studio,. On peut l'entendre chanter dans le groupe d'Haruomi Hosono, Tin Pan Alley.

## Carrière
En 1974, elle intègre un premier groupe de fille nommée Zariba qui ne sortira qu'un seul single One Day, produit par Makoto Yano avant que celui-ci ne l'épouse. En 1976, Akiko Yano enregistre son premier album solo Japanese Girl qu'elle enregistre à Los Angeles avec la participation du groupe Little Feat,. Sorti le 25 juillet 1976, l'album rencontrera immédiatement le succès au japon et propulse sa carrière. Celui-ci est particulièrement apprécié par la critique pour les mélanges d'influence musicaux entre le jazz, la pop, le blues et la musique traditionnelle japonaise. Le succès de ce premier album permet à Akiko Yano de produire un second album Iroha Ni Konpeitou, qu'elle sortira en 1977. L'album est enregistré principalement au japon et Yano y improvise toute sorte d'instrument et fait appel à d'autres musiciens comme Rick Marotta et Haruomi Hosono. A cette période, Yano collabore avec le Yellow Magic Orchestra (composé de Haruomi Hosono, Ryūichi Sakamoto et Yukihiro Takahashi) et les suit durant deux tournées mondiales où elle leur chante aussi bien des morceaux de leur répertoire que du sien. Ils collabore à son quatrième album, 
Gohan Ga Dekitayo de 1980 qui marque son entrée dans la musique électronique. L'album fait partie des premiers albums japonais à être sorti au format CD, en 1982.
En 1981, elle sort l'album Tadaima ("Je suis rentré") qu'elle considère comme son album préféré. Sa compagnie souhaitait un album bien plus commercial, ce que fit Yano sur la phase A du disque, s'accordant de la musique avant-gardiste pour la phase B. L'album est construit autour de neuf histoire écrites par des enfants. L'album fut co-produit par les membres du Yellow Magic Orchestra et la pochette est dessiné par Teruhiko Yumura sous le pseudonyme de heta-uma,. Le single "Harusaki Kobeni", tiré de l'album, fut utilisé à l'époque dans une pub japonaise pour des cosmétiques. Kanebo se hissera à la cinquième place du Top Oricon,. En 1982, Yano fit la connaissance du groupe Japan par l'intermédiaire de Ryuichi Sakamoto et ils enregistrèrent ensemble l'album Ai Ga Nakucha Ne à Londres. L'album fut vendu à l'époque avec un recueil de photographies.
En mai 1986, à l'occasion de ses dix ans de carrière, Akiko Yano possède sa propre rubrique dans le journal Monthly Kadokawa. Nommé "Monthly Akko-chan" elle y parle de sa vie quotidienne. La rubrique durera jusqu'à septembre 1997, comptera 138 numéros. Un best-of de la rubrique sort en 1994. Après son album de 1987 Granola et la tournée qui s'ensuit, Akiko Yano prend un congé sabbatique le temps d'élever sa fille. Elle décide, à son retour dans la musique, de consacrer sa carrière au jazz, notamment avec l'album de 1989 Welcome Back qui inclut la participation de Pat Metheny, Charlie Haden et Peter Erskine. Elle s'installe à New York en 1990.
Akiko Yano sort plus d'une trentaine d'albums solos au cours de sa carrière et se retrouve invité à faire des concerts en dehors du Japon. On la retrouve dans des événements comme le Montreux Jazz Festival en Suisse et elle s'est produite au Café de la Danse et à la Cité de la Musique à Paris.
En 2007, Yano rejoint Rei Harakami et ensemble, elles créent le groupe "Yanokami" dont le premier album Yanomaki sort la même année. En 2009 avec le bassiste Will Lee et le musicien Chris Parker, elle forme un groupe nommé The Akiko Yano Trio. Ils se produisent en 2020 au Joe's Pub de New York.

## Bandes originales
Vers la fin des années 1990, Akiko Yano est embauché par les 
Studio Ghibli pour travailler sur la bande-son de Mes voisins les Yamada (film) film pour lequel elle participe au doublage du personnage de Fujihara. Elle fait aussi les effets sonores à la bouche sur les courts-métrages À la recherche d'une maison et Monomon l'araignée d'eau dirigés par Hayao Miyazaki et diffusés en exclusivités pour les visiteurs du Musée Ghibli. On peut l'entendre aussi dans le film Ponyo sur la falaise où elle double la voix des sœurs de Ponyo.
Akaki Yano a aussi composé la musique du film de la Toei Atashin'chi et la musique instrumentale au piano du film Tagatameni. On l'entend aussi, au milieu d'autre artiste dans le troisième ending de la saison 2 d'Osomatsu-san.

## Vie personnelle
Elle se marie en 1974 avec Makoto Yano, le producteur de son premier disque. Ils auront un enfant, Fuuta Yano en 1975. Bien que divorcé en 1979, elle garde le nom Yano et se met en couple la même année avec le musicien Ryuichi Sakamoto, avec lequel elle aura une fille, l'année suivante, Miu Sakamoto. Yano et Sakamoto se marient officiellement en 1982. Bien que séparés depuis 1992, le couple ne divorcera officiellement qu'en août 2006. Yano se dit de religion catholique et vit depuis 1990 à New York.

## Discographie

### Albums studios
Albums solo
| Année | Titre                                                             | Détails                                                                                       | Positions au top Oricon |
| Année | Titre                                                             | Détails                                                                                       | JPN ,                   |
| ----- | ----------------------------------------------------------------- | --------------------------------------------------------------------------------------------- | ----------------------- |
| 1976  | Japanese Girl                                                     | - Date de sortie : 25 juillet 1976 - Label: Nippon Phonogram                                  | 35                      |
| 1977  | Irohanikonpeitō (いろはにこんぺいとう)                            | - Date de sortie : 5 août 1977 - Label: Nippon Phonogram                                      | 35                      |
| 1978  | To Ki Me Ki (ト･キ･メ･キ)                                         | - Date de sortie : 5 septembre 1978 - Label: Nippon Phonogram                                 | 46                      |
| 1980  | Gohan ga Dekita yo (ごはんができたよ)                             | - Date de sortie : 20 novembre 1980 - Label: Japan                                            | 31                      |
| 1981  | Tadaima. (ただいま｡)                                              | - Date de sortie : 1er mai 1981 - Label: Japan                                                | 20                      |
| 1982  | Ai ga Nakucha ne. (愛がなくちゃね｡)                               | - Date de sortie : 25 juin 1982 - Label: Japan                                                | 29                      |
| 1984  | Oh hisse, oh hisse (オーエス オーエス, Ōesu Ōesu)                 | - Date de sortie : 25 juin 1984 - Label: Tokuma Japan                                         | 23                      |
| 1986  | Tōge no Wagaya (峠のわが家)                                       | - Date de sortie : 21 février 1986 - Label: Midi                                              | 20                      |
| 1986  | Brooch                                                            | - Album de piano-voix - Date de sortie : 5 septembre 1986 - Label: Midi/Yano Music            | 57                      |
| 1987  | Granola                                                           | - Date de sortie : 21 novembre 1987 - Label: Midi                                             | 36                      |
| 1989  | Welcome Back                                                      | - Date de sortie : 21 avril 1989 - Label: Midi                                                | 27                      |
| 1991  | Love Life                                                         | - Date de sortie : 25 octobre 1991 - Label: Epic/Sony                                         | 21                      |
| 1992  | Super Folk Song                                                   | - Album de Piano-voix - Date de sortie : 1er juin 1992 - Label: Epic/Sony                     | 10                      |
| 1993  | Love Is Here                                                      | - Date de sortie : 2 juin 1993 - Label: Epic/Sony                                             | 12                      |
| 1994  | Elephant Hotel                                                    | - Date de sortie : 1er octobre 1994 - Label: Epic/Sony                                        | 16                      |
| 1995  | Piano Nightly                                                     | - Album de piano-voix - Date de sortie : 21 octobre 1995 - Label: Epic/Sony                   | 21                      |
| 1997  | Oui Oui                                                           | - Date de sortie : 1er juillet 1997 - Label: Epic/Sony                                        | 21                      |
| 1999  | Go Girl                                                           | - Date de sortie : 4 août 1999 - Label: Epic/Sony                                             | 29                      |
| 2000  | Home Girl Journey                                                 | - Album de piano-voix - Date de sortie : 1er novembre 2000 - Label: Epic/Sony                 | 38                      |
| 2002  | Reverb                                                            | - Date de sortie : 20 mars 2002 - Label: Epic/Sony                                            | 64                      |
| 2004  | Honto no Kimochi (ホントのきもち)                                 | - Date de sortie : 27 octobre 2004 - Label: Yamaha Music Communications                       | 34                      |
| 2008  | Akiko                                                             | - Date de sortie : 22 octobre 2008 - Label: Yamaha Music Communications                       | 28                      |
| 2010  | Ongakudō (音楽堂)                                                 | - Album de piano-voix - Date de sortie : 10 février 2010 - Label: Yamaha Music Communications | 30                      |
| 2013  | Yano Akiko, Imawano Kiyoshirō o Utau (矢野顕子、忌野清志郎を歌う) | - Date de sortie : 6 février 2013 - Label: Yamaha Music Communications                        | 34                      |
| 2014  | Tobashite Ikuyo (飛ばしていくよ)                                  | - Date de sortie : 26 mars 2014 - Label: Speedstar Records                                    | 34                      |
| 2015  | Welcome to Jupiter                                                | - Date de sortie : 16 septembre 2015 - Label: Speedstar Records                               | 28                      |
| 2017  | Soft Landing                                                      | - Album de piano-voix - Date de sortie : 29 novembre 2017 - Label: Speedstar Records          | 26                      |
| 2018  | Futari Bocchi de Ikou (ふたりぼっちで行こう)                      | - Date de sortie : 28 novembre 2018 - Label: Speedstar Records                                | 27                      |
| 2021  | Ongaku wa Okurimono (音楽はおくりもの)                            | - Date de sortie : 25 août 2021 - Label: Speedstar Records                                    |                         |

Albums collaboratifs
| Année | Titre | Détails | Positions au top Oricon |
| Année | Titre | Détails | JPN ,                   |
| ----- | --- | --- | ----------------------- |
| 1997  | Life Behind TV (avec Jeff Bova) | - Artiste crédité : The Hammonds - Date de sortie : 1er juillet 1997 - Label: Epic/Sony                                                | 87                      |
| 2006  | Hajimete no Yano Akiko (はじめてのやのあきこ) (avec Yosui Inoue, Kiyoshiro Imawano, Hiromi Uehara, Kazumasa Oda, Noriyuki Makihara, Yuki) | - Artiste crédité : Akiko Yano - Date de sortie : 8 mars 2006 - Label: Yamaha Music Communications                                     | 42                      |
| 2007  | Yanokami (avec Rei Harakami) | - Artiste crédité : Yanokami - Date de sortie : 8 août 2007 - Label: Yamaha Music Communications                                       | 24                      |
| 2010  | Anata to Utaō (あなたと歌おう) (avec Ryoko Moriyama)                                                                                      | - Artiste crédité : YaMori - Date de sortie : 14 juillet 2010 - Label: Yamaha Music Communications                                     | 83                      |
| 2011  | Tōku wa Chikai (遠くは近い) (avec Rei Harakami)                                                                                           | - Artiste crédité : Yanokami - Date de sortie : 14 décembre 2011 (avec une version Instrumentale) - Label: Yamaha Music Communications | 58                      |
| 2020  | Asteroid and Butterfly (avec Hiromitsu Agatsuma)                                                                                          | - Artiste crédité : Akiko Yano - Date de sortie : 4 mars 2020 - Label: Nippon Columbia                                                 |                         |

### Albums Lives
albums solos
| Année                                                                                        | Titre                                       | Détails | Positions au top Oricon |
| Année                                                                                        | Titre                                       | Détails | JPN ,                   |
| -------------------------------------------------------------------------------------------- | ------------------------------------------- | --- | ----------------------- |
| 1976                                                                                         | Nagatsuki Kannazuki (長月 神無月)           | - Sortie: 30 décembre 1976 - Label: Nippon Phonogram                                                                       | 60                      |
| 1979                                                                                         | Tokyo wa Yoru no Shichi-ji (東京は夜の七時) | - Sortie: 25 avril 1979 - Label: Nippon Phonogram                                                                          | —                       |
| 1988                                                                                         | Good Evening Tokyo                          | - Sortie: 21 mai 1988 - Label: Midi                                                                                        | 30                      |
| 1994                                                                                         | Demae Concert (出前コンサート)              | - Sortie: 21 juillet 1994 - Label: Midi                                                                                    | —                       |
| 2000                                                                                         | Twilight: the "LIVE" Best of Akiko Yano     | - Sortie: 21 juin 2000 - Label: Epic/Sony                                                                                  | 84                      |
| 2008                                                                                         | Japanese Girl: Piano Solo Live 2008         | - Sortie: September 24, 2008 (téléchargement) - Sortie: November 26, 2014 (Version CD) - Label: Yamaha Music Communication | —                       |
| 2012                                                                                         | Koya no Yobigoe (荒野の呼び声)              | - Sortie: 8 Août 2012 - Label: Yamaha Music Communication                                                                  | 79                      |
| "—" marque les albums qui ne se sont pas classés dans le top ou n'ont pas été comptabilisés. |                                             | |                         |

Albums Collaboratifs
| Année | Titre                                                                                   | Détails                                                                         | Positions au top Oricon |
| Année | Titre                                                                                   | Détails                                                                         | JPN                     |
| ----- | --------------------------------------------------------------------------------------- | ------------------------------------------------------------------------------- | ----------------------- |
| 2000  | Live Beautiful Songs (avec Taeko Onuki, Tamio Okuda, Keiichi Suzuki, Kazufumi Miyazawa) | - Artiste: Varié - Sortie: 18 octobre 2000 - Label: Toshiba EMI                 | 10                      |
| 2011  | Get Together -Live in Tokyo- (avec Hiromi Uehara)                                       | - Artistes: Akiko Yano × Hiromi - Sortie: 23 novembre 2011 - Label: Universal J | 22                      |
| 2017  | ラーメンな女たち -Live in Tokyo- (avec Hiromi Uehara)                                   | - Artistes: Akiko Yano × Hiromi - Sortie: 8 mars 2017 - Label: Telarc           | —                       |

### Compilations
| Année | Titre                                         | Détails                                            | Positions au top Oricon |
| Année | Titre                                         | Détails                                            | JPN                     |
| ----- | --------------------------------------------- | -------------------------------------------------- | ----------------------- |
| 1982  | From Japan to Japan                           | - Label: Tokuma Japan                              | —                       |
| 1988  | Home Music                                    | - Label: Yano Music                                | —                       |
| 1989  | Home Music II                                 | - Sortie: 1er janvier 1989 - Label: Midi           | 90                      |
| 1989  | Asoko no Akko-chan (あそこのアッコちゃん)     | - Sortie: 25 juillet 1989 - Label: Tokuma Japan    | —                       |
| 1990  | Akiko Yano                                    | - Sortie: 5 octobre 1990 - Label: Elektra Nonesuch | —                       |
| 1992  | On the Air                                    | - Sortie: 21 septembre 1992 - Label: Midi          | 88                      |
| 1995  | Ai ga Tarinai (愛がたりない)                  | - Sortie: 21 janvier 1995 - Label: Midi            | —                       |
| 1996  | Hitotsudake: The Very Best of                 | - Sortie: 23 septembre 1996 - Label: Epic/Sony     | 7                       |
| 2003  | Piyanoakiko: The Best of Solo Piano Songs     | - Sortie: 1er octobre 2003 - Label: Epic/Sony      | 66                      |
| 2006  | Ima Made no Yano Akiko (いままでのやのあきこ) | - Sortie: 23 août 2006 - Label: Sony Music Direct  | 97                      |
| 2016  | Yano Sanmyaku (矢野山脈)                      | - Sortie: 30 novembre 2016 - Label: Victor         |                         |

### Bandes originales
| Année | Titre                                      | Type                            | Notes                                  |
| ----- | ------------------------------------------ | ------------------------------- | -------------------------------------- |
| 1977  | 悶絶!!どんでん返し -                       | Film de Tatsumi Kojiro          | Chansons あんたがたどこさ ? et Kintaro |
| 1996  | Mothra                                     | Film de Okihiro Yoneda          | Chansons Prayer Song et Mothra Leo     |
| 1998  | Daan ni Butsumetsu!?                       | Film de Seiji Izumi             | Thème du film Home Sweet Home          |
| 1998  | Takkyu Onsen                               | Film de Hajime Yamakawa         | Thème du film Oka wo Koete             |
| 1999  | Mes voisins les Yamada                     | Film de Isao Takahata           | Directrice musicale                    |
| 2003  | Atashin'chi                                | Film de Tetsuo Yasumi           | Thème du film                          |
| 2005  | Taganati                                   | Film de Taro Hinataji           |                                        |
| 2006  | À la recherche d'une maison                | Court-métrage de Hayao Miyazaki |                                        |
| 2006  | Monomon l'araignée d'eau                   | Court-métrage de Hayao Miyazaki |                                        |
| 2011  | Kantaku Shikkaku                           | Film de Katsuyuki Hirano        | Directrice musicale                    |
| 2012  | Bread of Happiness                         | Film de Yukiko Mishima          | Thème du film Hitotsu Dake             |
| 2013  | Sū-chan Mai-chan Sawako-san                | Film de Osamu Minorikawa        | Chanson Prayer                         |
| 2013  | Body Fat Scale Tanita's Employee Cafeteria | Film de Toshio Lee              | Thème du film Come on, eat             |
| 2018  | Wide! Scramble                             | Série de TV Asahi               | Chanson Thème du programme             |

## Filmographie

### Comme compositrice
Voir à bandes originales

### Comme actrice
- 1984 : Tokyo Melody (documentaire) : Elle-même
- 1984 : SUPER FOLK SONG ~La femme qui aimait le piano~ (documentaire) : Elle-même
- 1999 : Mes Voisins les Yamada : Fujihara-Sensei
- 2004 : The Golden Cups One More Time (documentaire) : Elle-même
- 2006 : À la recherche d'une maison : Voix
- 2008 : Ponyo sur la falaise : Les sœurs de Ponyo
- 2011 : Kiyoshiro Imawano Naniwa Sullivan Show ~Sensitivity Best!!!~ (Documentaire) : Elle-même
- 2011 : Yanoya - Art University x Akiko Yano How to Make Hope (Documentaire) : Elle-même